# Glutophrissa
Glutophrissa é um gênero de borboletas da família Pieridae. Há pelo menos uma espécie descrita dentro de Glutophrissa, G. drusilla.